# Fenilalanin 2-monooksigenaza
Fenilalanin 2-monooksigenaza (EC 1.13.12.9, L-fenilalanin oksidaza (deaminacija i dekarboksilacija), fenilalanin (deaminacija, dekarboksilacija)oksidaza) je enzim sa sistematskim imenom L-fenilalanin:kiseonik 2-oksidoreduktaza (dekarboksilacija). Ovaj enzim katalizuje sledeću hemijsku reakciju
-fenilalanin + O2 {\displaystyle \rightleftharpoons } 2-fenilacetamid + CO2 +2O
Gornja reakcija je glavna katalizovana reakcija (80%). Osim nje se odvija i reakcija: 
-fenilalanin + O2 + H2O = 3-fenilpiruvinska kiselina + amonijak + H2O2 .

## Literatura
- Nicholas C. Price; Lewis Stevens (1999). Fundamentals of Enzymology: The Cell and Molecular Biology of Catalytic Proteins (Third изд.). USA: Oxford University Press. ISBN 019850229X.
- Eric J. Toone (2006). Advances in Enzymology and Related Areas of Molecular Biology, Protein Evolution (Volume 75 изд.). Wiley-Interscience. ISBN 0471205036.
- Branden C; Tooze J. Introduction to Protein Structure. New York, NY: Garland Publishing. ISBN 0-8153-2305-0.
- Irwin H. Segel. Enzyme Kinetics: Behavior and Analysis of Rapid Equilibrium and Steady-State Enzyme Systems (Book 44 изд.). Wiley Classics Library. ISBN 0471303097.

## Spoljašnje veze
- Phenylalanine+2-monooxygenase на 